# Kreuzlingen (Schiff, 1993)
Die Motorfähre Kreuzlingen ist die elfte gebaute Autofähre der Fährlinie Konstanz–Meersburg auf dem Bodensee. Sie verkehrt im ganzjährigen Liniendienst zwischen Konstanz-Staad und Meersburg.

## Konzept
Nachdem die Stadtwerke Konstanz zuletzt 1980 die Motorfähre Meersburg in Dienst gestellt hatten, trugen sie dem stetig wachsenden Verkehrsaufkommen und der Tatsache, dass ihre Flotte in die Jahre gekommen war, Rechnung und beauftragten am 2. Oktober 1991 die Bodan-Werft in Kressbronn am Bodensee mit dem Bau einer neuen Motorfähre. Mit der Bodan-Werft arbeiten die Stadtwerke Konstanz schon seit dem Bau der ersten Fähre 1928 zusammen. Im Gegensatz zu früheren Neubauten sollte dieser 13,75-Millionen-DM-Bau aber kein älteres Fährschiff ersetzen; das Schiffskonzept sah vor, dass sechs Schiffe gleichzeitig eingesetzt werden, während die Motorfähre Hegau in Reserve steht.

## Bau
Nach kurzer Bauzeit konnte das Fährschiff bereits am 18. Juni 1993 vom Stapel laufen und am 4. Juli 1993 mit dem Namen Kreuzlingen, benannt nach der schweizerischen Bodenseestadt Kreuzlingen, in Dienst gestellt werden. Das Design der Kreuzlingen gibt sich äußerlich recht traditionell, im Inneren barg sie bei der Indienststellung eine Innovation: Die Kreuzlingen war die erste Fähre aus der Bodan-Werft mit dieselelektrischem Antrieb – vier Elektromotoren von jeweils 500 kW. Eine Entwicklung, die sich 1996 bei der Euregia mit ebenfalls vier Elektromotoren fortsetzte.

## Renovierungen

### Renovierung 2004–2007

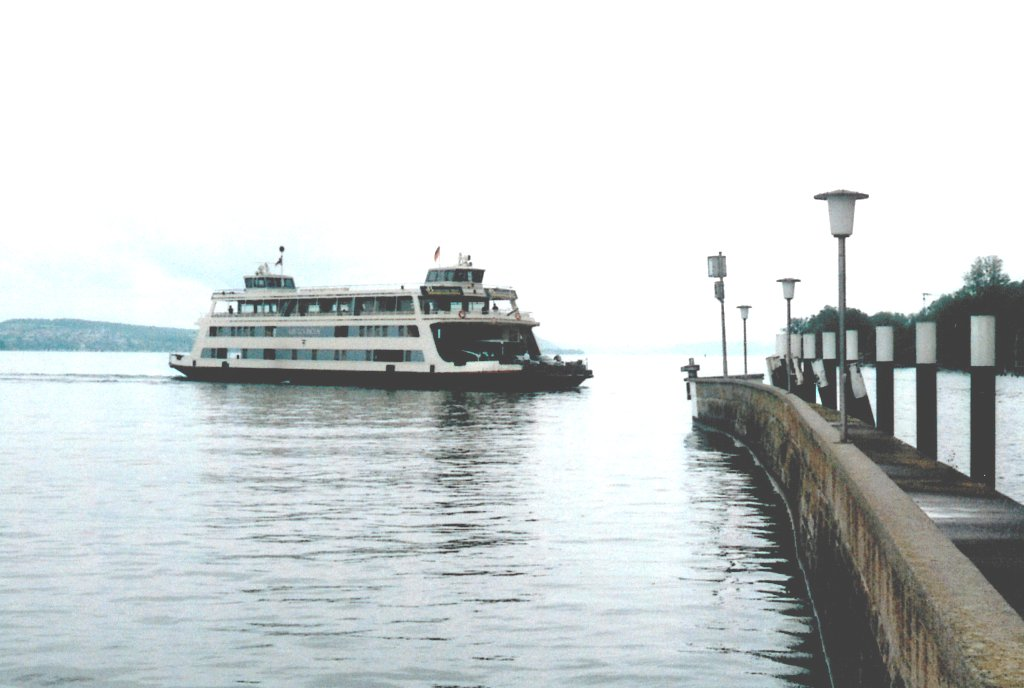
Die Kreuzlingen im Jahr 2009 beim Einlaufen in Meersburg

Nachdem im Winter 2004/2005 die Antriebsmotoren der Kreuzlingen erneuert werden mussten, war im Winter 2006/2007 in Kressbronn eine Revision und Umbau fällig: Die ganze Inneneinrichtung wurde modernisiert, dabei auch die Toilettenanlagen komplett erneuert und die Motorisierung angepasst – neue Elektromotoren, eine neue Verkabelung sowie elektrische Schaltanlagen wurden verbaut. Dafür wurde rund eine halbe Million Euro aufgewendet.

### Renovierung 2013/2014
In der Werft der Schweizerischen Bodenseeschifffahrt (SBS) in Romanshorn wurden Ende 2013/Anfang 2014 die Außenhaut der Schiffsschale und die Oberdecks gesandstrahlt und wo nötig neu gestrichen, Maschinenanlage und Bordelektrik gewartet, Sanitäranlagen modernisiert und ein Warteraum auf dem Fahrbahndeck modernisiert.

## Besondere Vorkommnisse
Am Morgen des 4. November 2008 havarierte die Kreuzlingen. Sie fuhr aufgrund eines Fahrfehlers des Schiffsführers im Nebel heftig gegen den Anleger in Meersburg, wodurch ein Fahrgast verletzt wurde. Erst Anfang September 2008 fuhr die Motorfähre Fontainebleau nach einem technischen Defekt beim Einlaufen gegen die Meersburger Hafenanlage. Dabei fielen mehrere Motorräder gegen Autos, zwei Passagiere wurden verletzt. Unfälle auf der Autofähre sind, verglichen mit der Zahl der Fahrten über den See, verschwindend selten. Selbst im Winter fahren die sechs Fähren insgesamt 142 Mal am Tag auf der 4,8 Kilometer langen Strecke.